# Кашина Гора
Кашина Гора — деревня в Верхнекамском районе Кировской области России. Входит в состав Рудничного городского поселения. Код ОКАТО — 33207560010.

## География
Деревня находится на северо-востоке Кировской области, в центральной части Верхнекамского района, к западу от реки Камы.
Расстояние до районного центра (города Кирс) — 36 км.

## История
Деревня Кашина Гора упоминается уже в переписи 1678 года (12 жителей муж.п.). В начале XVIII века в деревне насчитывалось 42 жителя мужского пола. К середине XVIII века население Кашиной Горы почти не изменилось - 43 жителя мужского пола. При ревизии 1764 года впервые стали учитывать женщин и численность населения деревни составила 80 человек.
В XVII, XVIII, XIX и начале XX века относилась к Волосницкой волости.

## Население
Список населенных мест Вятской губернии 1859-1873 гг. сообщает, что население Кашиной горы в это время составляло 82 жителя. Согласно "Реестру селений и жителей за 1891 год" население деревни составляло 83 человека. А в 1926 году (первая перепись населения в СССР) в Кашиной горе - 135 жителей.
По данным Всероссийской переписи, в 2010 году численность населения деревни составляла 2 человек (2 мужчины).